# Hatfield and the North (album)
Hatfield and the North (1974) è l'album di debutto dell'omonimo gruppo musicale britannico.

## Copertina
La copertina della versione originale in vinile è stata disegnata da Laurie Lewis. La copertina esterna anteriore e posteriore è una fotografia panoramica di Reykjavík, con il cielo sulla destra fuso con una trasparenza dell'affresco Dannati del Duomo di Orvieto realizzato da Luca Signorelli. La doppia apertura all'interno è un collage che include fotografie dei musicisti e degli ospiti coinvolti nella musica, il cast della serie televisiva Bonanza e un ritaglio di una fotografia di Jacques Henri Lartigue di un uomo che lancia un cane.

## Tracce
Lato A
1. The Stubbs Effect – 0:22 (Pip Pyle)
2. Big Jobs (Poo Poo Extract) – 0:36 (Richard Sinclair)
3. Going Up to People and Tinkling – 2:25 (Dave Stewart)
4. Calyx – 2:45 (Phil Miller)
5. Son Of 'There's No Place Like Homerton' – 10:10 (Stewart)
6. Aigrette – 1:37 (Miller)
7. Rifferama – 2:56 (Sinclair, arr. Hatfield and the North)

Lato B
1. Fol De Rol – 3:07 (Sinclair)
2. Shaving is Boring – 8:45 (Pyle)
3. Licks for the Ladies – 2:37 (Sinclair)
4. Bossa Nochance – 0:40 (Sinclair)
5. Big Jobs No.2 (by Poo and the Wee Wees) – 2:14 (Sinclair)
6. Lobster in a Cleavage Probe – 3:57 (Stewart)
7. Gigantic Land Crabs in Earth Takeover Bid – 3:21 (Stewart)
8. The Other Stubbs Effect – 0:38 (Pyle)

Tracce extra edizioni in CD
1. Let's Eat (Real Soon) – 3:16 (Sinclair, Pyle)
2. Fitter Stroke Has a Bath – 4:35 (Pyle)
3. Your Majesty Is Like a Cream Donut incorporating: Oh What a Lonely Lifetime ((*)) – 6:08 (Stewart, Sinclair)

(*) Solo nelle edizioni in CD dal 2009 in poi.

## Musicisti
Gruppo
- Phil Miller – chitarra
- Dave Stewart – tastiere, sintetizzatore
- Richard Sinclair – basso, voce
- Pip Pyle – batteria

Ospiti
- Robert Wyatt – voce (traccia: 4)
- Geoff Leigh – sassofono tenore (traccia: 5), flauto (tracce: 5, 13)
- Didier Malherbe – sassofono tenore (traccia: 7)
- Jeremy Baines – pixifono (traccia: 5), flauto (traccia: 13)
- The Northettes: – cori (tracce: 5, 13, 17)

Barbara Gaskin
Amanda Parsons
Ann Rosenthal
- Jimmy Hastings - flauto (CD – traccia: 17)